# Pleurocodonellina californica
Pleurocodonellina californica är en mossdjursart som beskrevs av Soule, Soule och Chaney 1995. Pleurocodonellina californica ingår i släktet Pleurocodonellina och familjen Smittinidae. Inga underarter finns listade i Catalogue of Life.